# ریسینلیدیک اسید
ریسینلیدیک اسید (به انگلیسی: Ricinoleic acid) یک اسید چرب با فرمول شیمیایی C۱۸H۳۴O۳ یک ترکیب شیمیایی با شناسه پاب‌کم ۶۴۳۶۸۴ است. که جرم مولی آن ۲۹۸٫۴۶۱ g/mol می‌باشد. 